# Yany Prado Torres
Yany Prado Torres   (l'Havana, 2 de gener de 1991) és una actriu cubana coneguda per interpretar Génesis a la sèrie La doble vida de Estela Carrillo i Irma a La reina soy yo. El 2021 va interpretar el paper de Gina a la sèrie Sky Rojo.

## Biografia
Prado es va formar a l'escola d'actuació de Televisa. El seu primer paper en televisió el va tenir el 2010 gràcies a La rosa de Guadalupe, on va interpretar Carolina i en anys posteriors va representar a altres personatges. El 2017 va tornar a la televisió per interpretar Génesis a La doble vida de Estela Carrillo, on va aconseguir gran popularitat i va ser nominada com a millor actriu juvenil en els premis TVyNovelas de 2018.
El 2018 va formar part del repartiment de la sèrie de TV Azteca Tres Milagros, amb la interpretació de La Negra. El 2019 va participar en altres dues sèries: Ringo, on va interpretar La Luchis i La reina soy yo, on va representar Irma.
El 2020 va començar el rodatge de la sèrie de Netflix Sky Rojo creada per Álex Pina, on interpreta una de les protagonistes.

## Filmografia

### Televisió
Informació actualitzada per un bot. Els canvis manuals es perdran quan s'actualitzi!
| Any       | Títol                            | Direcció                                                                  | Dades a Wikidata              |
| --------- | -------------------------------- | ------------------------------------------------------------------------- | ----------------------------- |
| 2010–2014 | La rosa de Guadalupe             | José Ángel García Marta Luna Ricardo de la Parra Eduardo Said Lorena Maza | Modifica les dades a Wikidata |
| 2017–2017 | La doble vida de Estela Carrillo | Benjamín Cann                                                             | Modifica les dades a Wikidata |
| 2018–2018 | Tres Milagros                    | Carlos Bolado Camilo Vega                                                 | Modifica les dades a Wikidata |
| 2019–2019 | Ringo                            |                                                                           | Modifica les dades a Wikidata |
| 2019–2019 | La reina soy yo                  | Rodrigo Ugalde De Haene Fernando Urdapilleta                              | Modifica les dades a Wikidata |
| 2021–2023 | Sky Rojo                         | Eduardo Chapero-Jackson Javier Quintas David Victori                      | Modifica les dades a Wikidata |

## Premis i nominacions

### Premis TVyNovelas
| Any  | Categoria             | Títol                            | Resultat |
| ---- | --------------------- | -------------------------------- | -------- |
| 2018 | Millor actriu juvenil | La doble vida de Estela Carrillo | Nominada |